# Danilo Türk
Danilo Türk (Maribor, Eslovenia, 19 de febrero de 1952) es un jurista, diplomático y político esloveno. Türk fue presidente de la República de Eslovenia desde el año 2007 hasta 2012.

## Datos biográficos
Türk estudió Derecho en la Universidad de Belgrado y la Universidad de Liubliana, donde trabajó desde 1978 como profesor, siendo nombrado en 1995 catedrático de Derecho Internacional. Entre 1992 y 2000 fue embajador de Eslovenia ante las Naciones Unidas. Kofi Annan le nombró secretario general adjunto para Asuntos Políticos de las Naciones Unidas. Entre otros asuntos, intervino ante el Consejo de Seguridad sobre el conflicto palestino-israelí. Actualmente reside en Liubliana.

## Elecciones
En 2007 decidió presentarse a las elecciones presidenciales de Eslovenia. Contaba con el respaldo de los Socialdemócratas, de Zares y de DeSus, entre otros grupos. En la primera vuelta de las presidenciales, el 21 de octubre de 2007, obtuvo un 24,54% del voto, frente a Lojze Peterle, que obtuvo un 28,50%. Ambos se enfrentaron en la segunda vuelta de las presidenciales el día 11 de noviembre, donde se alzó con la victoria obteniendo el 68.2% del voto. Su investidura como tercer presidente de Eslovenia tuvo lugar el 23 de diciembre de 2007, muy pocos días antes de que Eslovenia asumiera la Presidencia de la Unión Europea.